# Altava

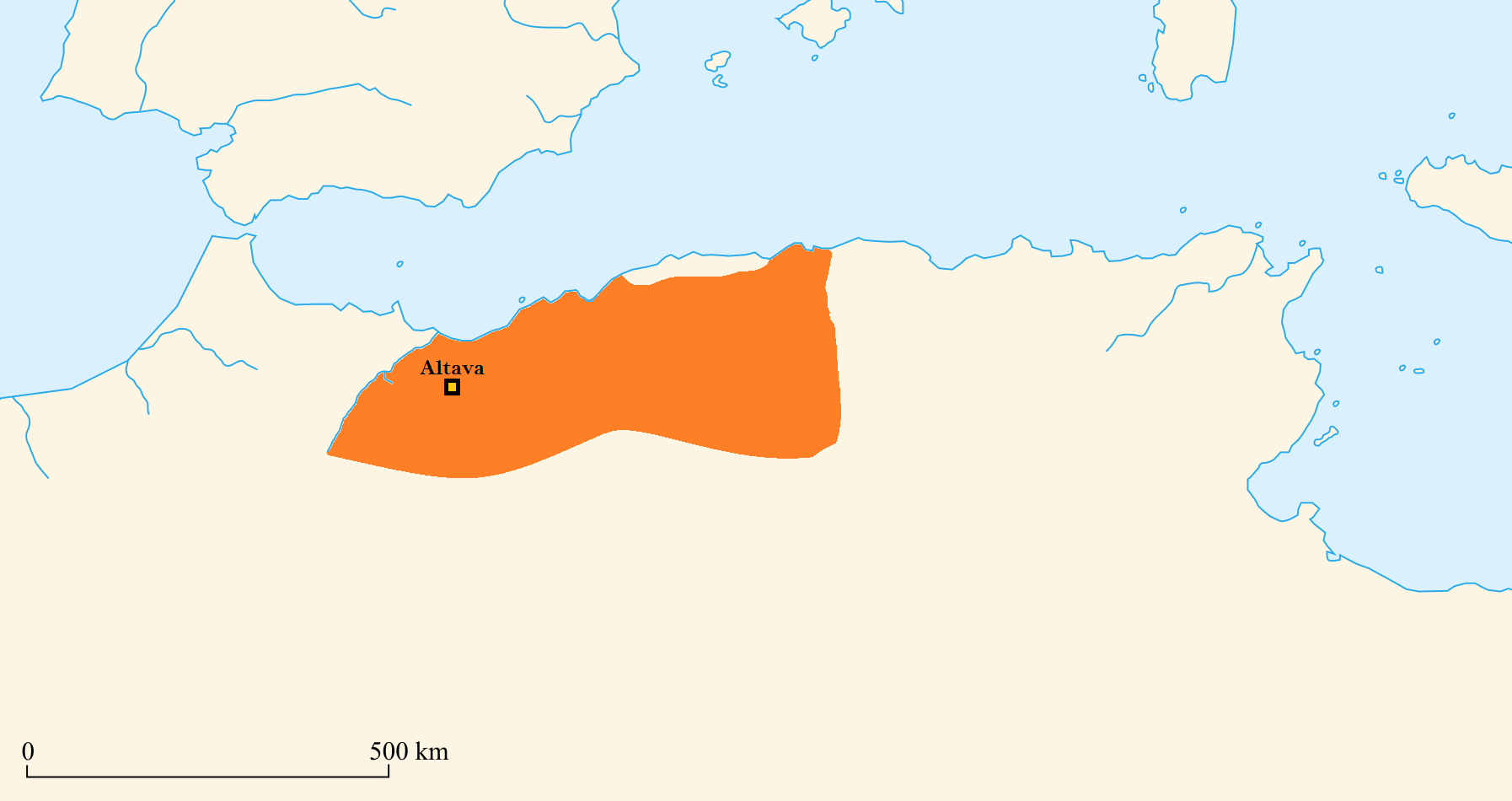
Estensione del regno berbero di Altava nel 578 d.C.

Altava era un'antica città romano-berbera situata nell'odierna Algeria, in provincia di Tlemcen. Fu capitale dell'antico Regno berbero di Altava.
Prese il nome di Lamoriciere durante l'occupazione francese dell'Algeria.

## Storia
Si trovava nell'antica provincia romana della Mauritania Caesariesis. Altava era una città popolata principalmente da berberi sotto Settimio Severo, con una piccola guarnigione romana. Il presidio - secondo lo storico M. Ruiu - era il Cohors II Sardorum e proteggeva le nuove linee dell'impero romano spostato a sud dalle sponde del Mediterraneo su una strada militare chiamata Nova Praetentura. Questa strada andava da Rapidum in Numidia ad Altava e Numerus Syrorum al confine con la Mauretania Tingitana.
Altava, secondo lo storico Lawless, era un vicus che ottenne uno status indipendente dal castrum-fortezza della guarnigione e possedeva un vasto Foro e un importante tempio pagano, poi convertito in chiesa cristiana (a dimostrazione della crescente presenza del cristianesimo tra i berberi. L'insediamento romano aveva una superficie di quasi 13 ettari ed era circondato da fattorie.
L'imperatore Diocleziano riorganizzò l'Impero Romano nel 298 d.C. e in seguito si ritirò dall'area di Volubilis, dai monti del Rif nel nord del Marocco e dalle montagne dell'Atlante algerino occidentale dopo la crisi del 3º secolo. I sovrani berberi vi crearono un piccolo regno indipendente, centrato sulla capitale Altava e sulla città completamente romanizzata di Volubilis . A partire dal VII secolo gli storici bizantini lo chiamavano solitamente il Regno di Altava.
Dopo l'invasione vandalica nel 429 d.C., Altava divenne la capitale di uno stato berbero indipendente. Questo regno mauro-romano era situato nei pressi della Mauretania Caesariensis e della Mauretania Tingitana, ad una certa distanza dal nucleo vandalico. Sebbene fosse un sistema politico berbero, prese in prestito la struttura socioculturale, militare e religiosa dell'Impero Romano.
All'inizio del VI secolo, l'Altava divenne la residenza di un re di nome Masuna, che si fece descrivere su un'iscrizione come "Re dei Mori e dei Romani" (rex gentium Maurorum et Romanorum; vedi anche Masties).
Tra il 550 e il 578 d.C., Altava servì come capitale del regno cristiano berbero indipendente di Garmul.
L'ultima volta che il regno di Altava è stato citato storicamente è stato in connessione con una campagna di Gennadio, un magister militum inviato dall'Impero Romano d'Oriente. Sconfigge i berberi e il sovrano di Altava nel 578 d.C. e il suo piccolo regno fu probabilmente incorporato nell'impero bizantino.
Non abbiamo notizie storiche su Altava nel VII secolo, ma è anche ipotizzabile che il regno di Altava (o almeno una piccola parte di esso) sia durato fino alla sua conquista da parte degli arabi intorno al 700 d.C.